# Parabapta
Parabapta is een geslacht van vlinders van de familie spanners (Geometridae), uit de onderfamilie Ennominae.

## Soorten
- P. aetheriata Graeser, 1889
- P. clarissa Butler, 1878
- P. iharai Yazaki, 1989
- P. perichrysa Wehrli, 1924
- P. unifasciata Inoue, 1986